# Leo Dan
Leopoldo Dante Tévez (Estación Atamisqui, 22 de marzo de 1942-Miami, 1 de enero de 2025), conocido como Leo Dan, fue un cantante, compositor y actor argentino.
Apodado como el León de las Pampas, desarrolló una exitosa carrera musical entre Argentina y México, desde mediados de los años sesenta. A la par de su exitosa carrera musical, y al igual que otros colegas suyos en Argentina (como Leonardo Favio, Sandro y Palito Ortega), inspirados en la carrera de Elvis Presley y Los Beatles, inició una carrera en el cine, y ya con su popularidad consolidada, también se convirtió en una celebridad de la televisión. Si bien su estilo musical se asocia a la nueva ola y luego al pop rock y la balada romántica con canciones de los años 60 como «Celia», «Cómo te extraño mi amor», «Siempre estoy pensando en ella» y «Mary es mi amor», a partir de los años 70 incursionó en la ranchera, cosechando gran éxito, especialmente en México, con canciones como «Esa pared», y «Cuando un amor se va».
A partir de los años 80, comenzó a trabajar alternadamente entre Argentina, México y los Estados Unidos, país donde se radicó. En los años 90, incursionó en la política de la mano del peronismo, y a pesar de su éxito y apoyo popular, no logró llegar al gobierno local de su provincia, Santiago del Estero. Aunado a lo anterior, el artista comenzó a componer canciones evangélicas a raíz de su conversión al cristianismo a finales de los años 70.
Varias de sus canciones hace parte de la escena cultural latinoamericana, española y estadounidense, siendo varias veces versionadas por artistas populares como la banda mexicana Café Tacvba («Cómo te extraño mi amor») Sus canciones, que abarcan varios géneros musicales, también han sido traducidas y adaptadas a otros idiomas y contextos como los cánticos de fútbol en Argentina.
Luego de escribir 1500 canciones y vender 40 millones de álbumes, ganó un Premio Grammy Latino a la excelencia musical en 2012, y una de sus canciones fue seleccionada para la película Roma, ganadora de un Óscar y el León de Oro entre 2018 y 2019, con lo cual su carrera gozó de un importante pico de popularidad en Latinoamérica, sumándose Hollywood.
Falleció el 1 de enero de 2025, cuando estaba en su gira de despedida por Estados Unidos, teniendo programada una residencia en Las Vegas durante ese año.

## Biografía y carrera

### Primeros años
Leopoldo Dante Tévez nació el 22 de marzo de 1942 en Estación Atamisqui, Santiago del Estero, en el seno de una familia humilde de origen gaucho dedicada al comercio. Con apenas 5 años de edad, aprendió a tocar la armónica y la flauta, sus primeros instrumentos; a los 16 años aprendió guitarra y comenzó a componer sus primeras canciones.

### Inicios profesionales
A los veinte años, viajó a Buenos Aires, donde se presentó en CBS (Sony discos) e inmediatamente firmó su primer contrato discográfico. Su sencillo, «Celia», llegó a los primeros puestos de popularidad a la semana de haber sido lanzado. Le siguieron éxitos como «Fanny», «Cómo te extraño mi amor», «Estelita», «Libre solterito y sin nadie», «Santiago querido», «Qué tiene la niña»', «Por un caminito», «Solo una vez», entre otros. En 1964, fue contratado para el nuevo programa de Canal 9, Sábados Continuados. Realizó su propio programa de televisión titulado, Bajo el signo de Leo, transmitido en el mismo canal.

### Éxito internacional

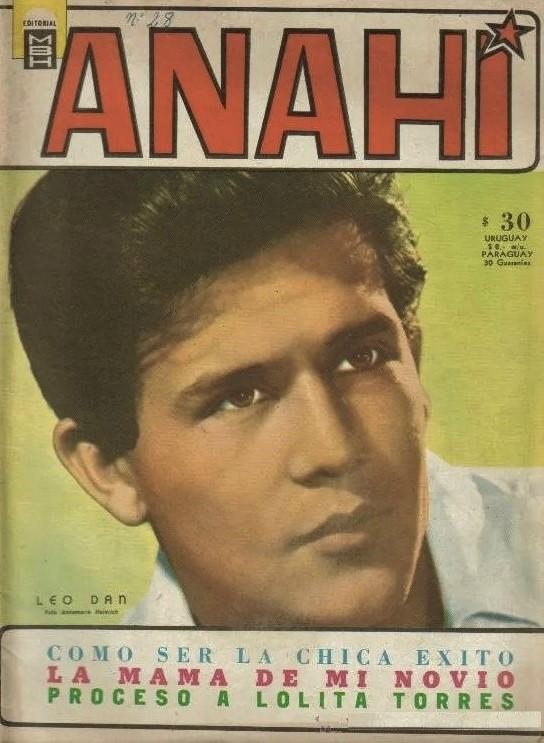
Fotografiado por Annemarie Heinrich para la revista Anahí, en 1965.

Cerca de 1966, él y su esposa, Marietta Tevez, decidieron emigrar a España, donde continuó grabando y produciendo canciones de éxito comercial, como «Mary es mi amor», «Con los brazos cruzados», «Siempre estoy pensando en ella», «Cómo poder saber si te amo» y «Será posible amor», entre otros.
En 1970, gracias al gran éxito de sus composiciones, emigró nuevamente, esta vez a México, donde radicó por diez años. Allí publicó temas como «Te he prometido», «Esa pared», «Toquen mariachis canten», «Mi última serenata», «El radio está tocando tu canción», «Pareces una nena», «Yo sé que no es feliz», «Con nadie me compares», «Mary es mi amor», y otros tantos.
Finalmente en 1980, regresó a Argentina junto a su familia, donde incursionó como político, presentándose como candidato a gobernador de Santiago del Estero aunque sin abandonar la música, llegando a componer éxitos como «Más que un loco», «Pídeme la luna», «Fue una noche de verano», y «Ojos azules».
En 1990, como parte de su álbum Leo Rap, escribió una canción dedicada a Guatemala destacando una conexión especial entre el artista y el país centroamericano.
Se estima que vendió más 40 millones de copias discográficas en todo el mundo. Además de la música, también incursiono como actor participó en cuatro películas: Santiago querido (1965), Cómo te extraño mi amor (1966), La muchachada de a bordo (1967), y La novela de un joven pobre (1968). En adición, en 1987, publicó un libro de tema religioso titulado, Un pequeño grito de fe, donde reflejó sus pensamientos sobre la vida.

### Vida posterior
En 2018, lanzó Celebrando una leyenda, un álbum en vivo que llegó a multiplatino en México, logró los primeros lugares en ventas y supero los 180 millones de streams.
En 2024, tras la celebración de una gira internacional, anunció su retiro del mundo artístico.

## Vida personal y muerte
Desde 1966, estuvo casado con Marietta Tevez, con quien procreó tres hijos: Mariana, Vanessa y Nicolás Lazlo Tévez.
El 1 de enero de 2025, falleció en Miami, Estados Unidos, a los 82 años de edad.

## Discografía
- 1963 - Leo Dan
- 1964 - Como te extraño mi amor
- 1964 - El fenómeno
- 1965 - Bajo el signo de Leo
- 1966 - Libre, solterito y sin nadie
- 1966 - Así soy yo
- 1967 - Quiero que me beses amor mío
- 1968 - La novela del joven pobre
- 1968 - Y que viva el amor
- 1969 - Canta trovador
- 1970 - Con los brazos cruzados
- 1971 - Triunfador de América
- 1972 - Quien no tiene una ilusión
- 1973 - Siempre estoy pensando en ella
- 1974 - Tú llegaste cuando menos te esperaba
- 1974 - El amor y la felicidad
- 1975 - Esa Pared
- 1976 - Amar, sabiendo perdonar
- 1976 - Tú
- 1977 - Pero esa vez, lloré
- 1977 - Me estoy portando mal
- 1978 - XV años de oro
- 1979 - Ahora con mariachi
- 1979 - Tengo que buscar a Lola
- 1980 - Con sabor ranchero
- 1980 - Santiago querido (con Los Manseros Santiagueños)
- 1980 - Vallenato (en Colombia)
- 1981 - Canta folklore
- 1981 - Mi vida la paso cantando
- 1981 - Niña que tienen tus ojos
- 1982 - Tengan cuidado
- 1983 - Con sabor a México
- 1983 - Linda
- 1985 - La fe de un elegido
- 1986 - Ojos azules
- 1987 - Serie de colección 15 auténticos éxitos
- 1988 - Más que un loco
- 1989 - Noche de verano
- 1990 - Soy de cualquier lugar
- 1991 - Leo rap
- 1992 - Como un león
- 1993 - Antología musical
- 1994 - Después de conocerte
- 1996 - Así es el amor
- 1996 - Ídolos de siempre
- 1997 - Acompáñame
- 1999 - A pesar de los años [Mate] (Disco cristiano)
- 1999 - Encuentro santiagueño
- 1999 - Mis 30 mejores canciones (Nuevas grabaciones) (2 CD)
- 1999 - Todos sus grandes éxitos en España (1963-1976)
- 2001 - Amanecer
- 2002 - 20 de colección
- 2002 - Éxitos con mariachi
- 2003 - Personalidad (20 éxitos)
- 2003 - De regreso (Sus grandes éxitos "Nuevas grabaciones")
- 2004 - 20 éxitos de Leo Dan (en vivo)
- 2004 - Lo esencial (2004-14 canciones)
- 2005 - 20 éxitos originales
- 2006 - Canciones de amor
- 2007 - La historia
- 2008 - Lo esencial (Edición limitada-15 canciones)
- 2009 - Aires de zamba
- 2010 - Leo, escribo y canto
- 2010 - Tesoros de colección
- 2018 - Celebrando una leyenda
- 2020 - Celebrando una leyenda: Parte 2

## Filmografía

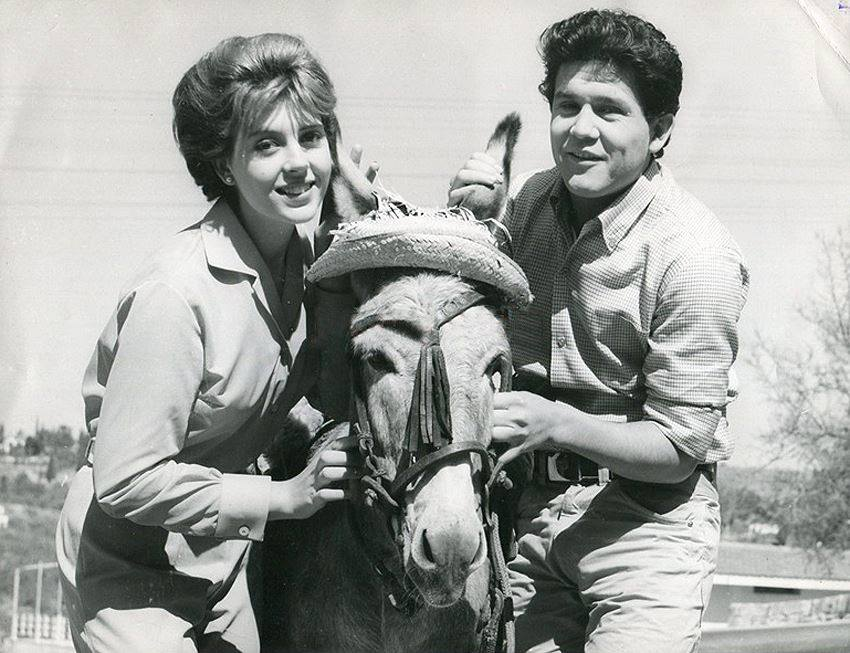
Con Claudia Mores en ¡Cómo te extraño mi amor...! (1966).

| Año  | Título                       | Papel                 | Notas                                  |
| ---- | ---------------------------- | --------------------- | -------------------------------------- |
| 1965 | Santiago querido!            | Leo                   |                                        |
| 1966 | ¡Cómo te extraño mi amor...! | Leo                   | También conocida como, Quédate conmigo |
| 1967 | La muchachada de a bordo     | Leo Mármol            |                                        |
| 1968 | La novela de un joven pobre  | Leonardo Martinéz Dan |                                        |